# Контр-адмирал
Контр-адмира́л — первое адмиральское звание во флотах многих стран мира. Военный чин и свитское звание в Российской империи.
В современной России соответствует званию генерал-майора в сухопутных войсках.
В ВМФ ВС СССР звание контр-адмирала было установлено Президиумом Верховного Совета СССР 7 мая 1940 года.

## Последовательность воинского звания
| Младшее звание: Капитан 1-го ранга | Контр-адмира́л | Старшее звание: Вице-адмирал |

## История воинского звания

### В Российской империи

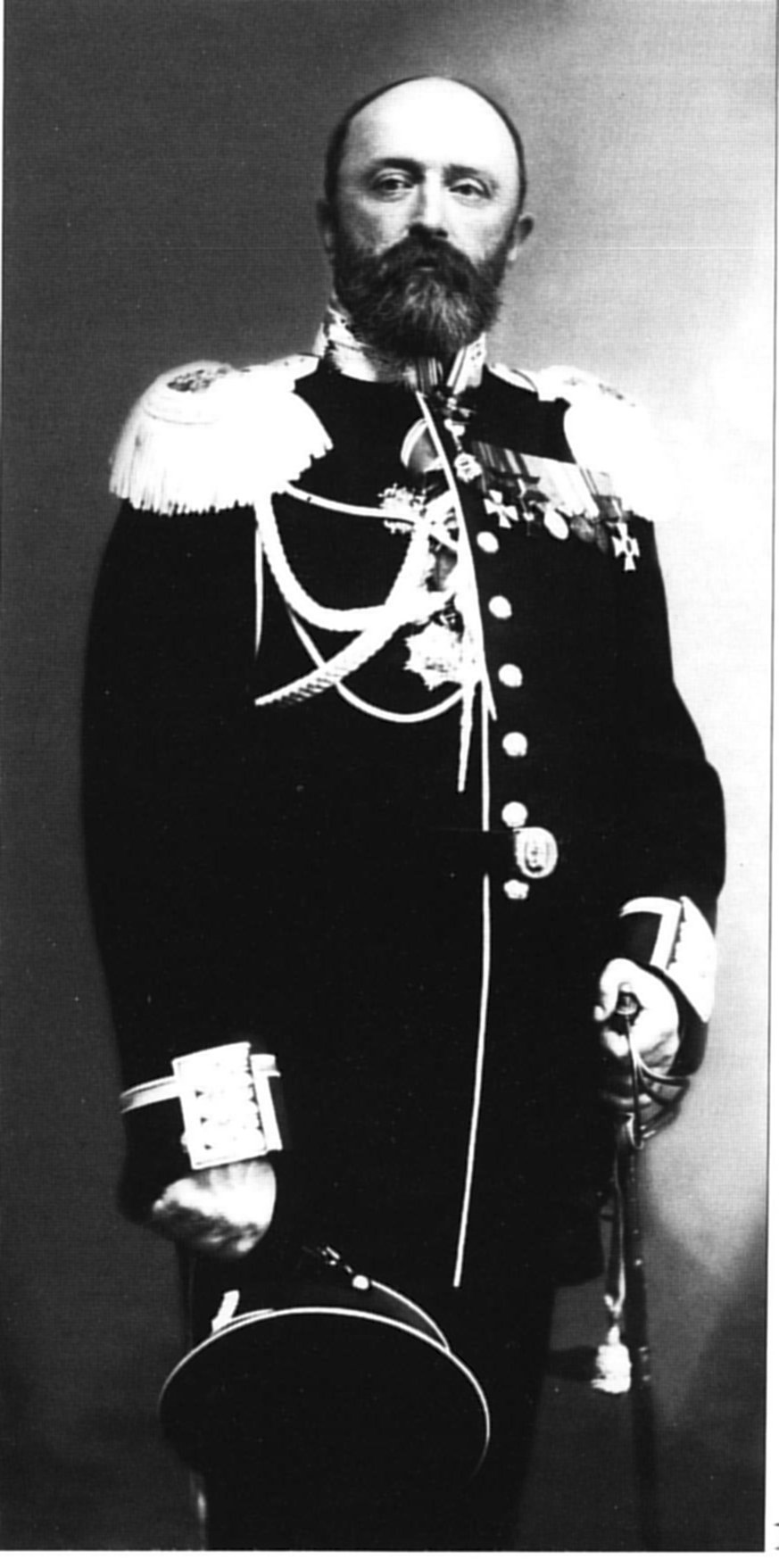
Командир крейсера «Варяг», в дальнейшем контр-адмирал В. Ф. Руднев

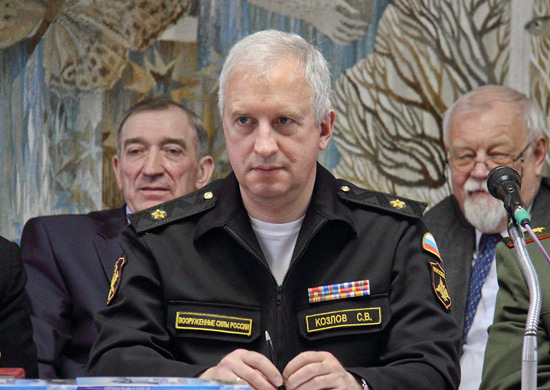
Контр-адмирал Сергей Козлов

Чин контр-адмирала был введён в 1732 году взамен чина шаутбенахта. Упразднён с 12 (25) января 1918 года — даты вступления в силу «Декрета о демократизации флота», подписанного наркомом по морским делам П. Е. Дыбенко и управляющим Морским министерством М. В. Ивановым.

#### Контр-адмирал Свиты
Свитское звание контр-адмирала было введено в период правления Николая I, впервые было пожаловано в 1835 году. Сведений об издании нормативно-правового акта об упразднении звания контр-адмирала Свиты не имеется.

### В Австралии
Соответствует званию «Генерал-майор» в Армии Австралии и званию «Вице-маршал авиации» в Королевских ВВС Австралии. Является «двухзвёздным» званием (по применяемой в НАТО кодировке — OF-7). Звание было создано в 1911 году, когда КВМФ Австралии перенял те же звания, что и в Королевском ВМФ Великобритании. В настоящее время данное звание присваивается «Заместителю Начальника флота[англ.] (DCN)». Также, звание присваивается морским офицерам, занимающим различные двухзвёздные должности в структуре управления Сил обороны Австралии.

### В Великобритании
Соответствует званию «Генерал-майор» в Британской Армии и Королевской морской пехоте; и званию «Вице-маршал авиации» в Королевских ВВС. Является «двухзвёздным» званием (по применяемой в НАТО кодировке — OF-7). Следует за званием «Коммодор» и предшествует званию «Вице-адмирал». Появилось в XVI веке в качестве второго помошника адмирала, обычно командующего тылом эскадры. Звание контр-адмирала Королевского ВМФ следует отличать от должности контр-адмирала Соединенного Королевства, которая является должностью Адмиралтейства, обычно занимаемой старшим (и, возможно, отставным), «полным» адмиралом.

### В США
Во флоте США звание «контр-адмирал» делится на две ступени: «контр-адмирал младшего ранга» (англ. Rear Admiral (Lower Half), сокр. RADL), соответствует ранее существовавшему званию коммодор и сухопутному званию бригадный генерал (бригадир)) и «контр-адмирал» (англ. Rear Admiral, сокр. RADM), соответствует сухопутному званию генерал-майора (ранее также «контр-адмирал старшего ранга» (англ. Rear Admiral (Upper Half))).
В период Второй мировой войны стал использоваться временный ранг коммодора; его носители постепенно получили постоянные звания контр-адмирала, однако их поместили в нижнюю часть списочного состава. «Нижняя половина» и «верхняя половина» списка контр-адмиралов получала различное денежное довольствие, хотя и носила одинаковые знаки отличия, что приводило к путанице. В итоге все младшие контр-адмиралы получили постоянные звания старшего контр-адмирала.
Впоследствии временный ранг коммодора продолжал использовался для офицеров, командовавших соединениями. В 1981 году было введено постоянное звание адмирал-коммодор, которое через год переименовали в коммодора, а в 1985 году — в контр-адмирала младшего ранга.
До 2001 года в ВМФ и Береговой охране, и до 2022 года в Офицерском корпусе Национальной службы здравоохранения, оба звания использовали сокращение RADM; затем младшее звание получило собственное сокращение RADL.

## См. также

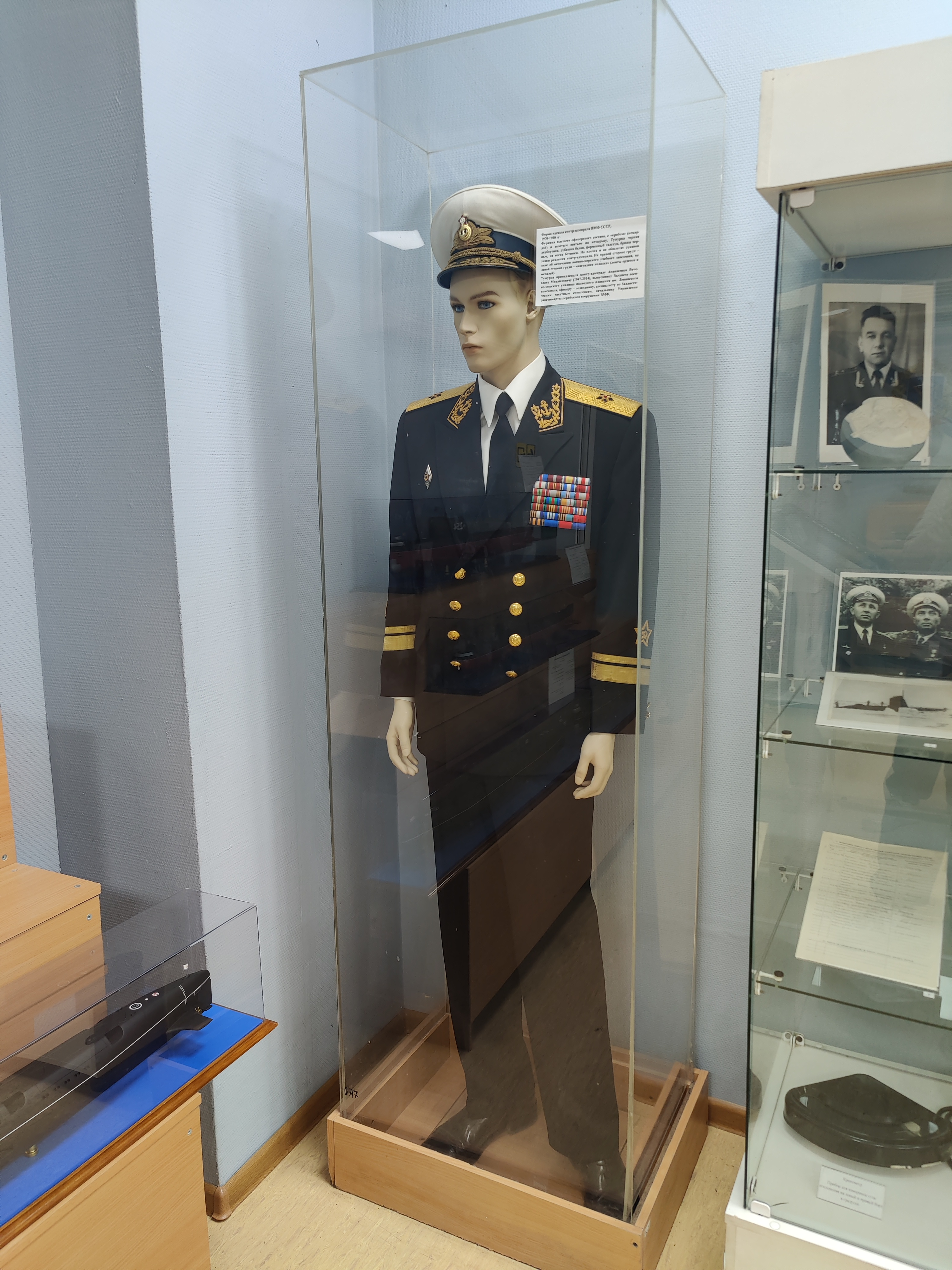
Форма контр-адмирала ВМФ СССР в 1970—1980 годах, музей истории подводных сил имени Маринеско

## История знаков различия воинского звания в России
Образцы знаков различий Контр-адмирал (ОФ-6) в РИФ, СССР и Российской Федерации
| Чин                  | РИФ             | Флот Российской республики | Военно-Морской Флот СССР                                | Военно-Морской Флот СССР                    | Военно-Морской Флот СССР   | Военно-Морской Флот СССР | Военно-Морской Флот Российской Федерации | Военно-Морской Флот Российской Федерации | Военно-Морской Флот Российской Федерации   | Военно-Морской Флот Российской Федерации |
| нарукавый знак погон |                 |                            |                                                         |                                             |                            |                          |                                          |                                          |                                            |                                          |
|                      | Погон (до 1917) | Нарукавный знак (1917)     | Нарукавный знак «Командир бригады кораблей» (1918—1935) | Нарукавный знак «Контр-адмирал» (1935—1991) | погон к кителю (1943—1955) | … парадный (1955—1991)   | … парадный (1994—2010)                   | … повседневный (1994—2010)               | … повседневный к белой рубашке (1994—2010) | … повседневный (c 2010 года)             |